# Dipsocoridae

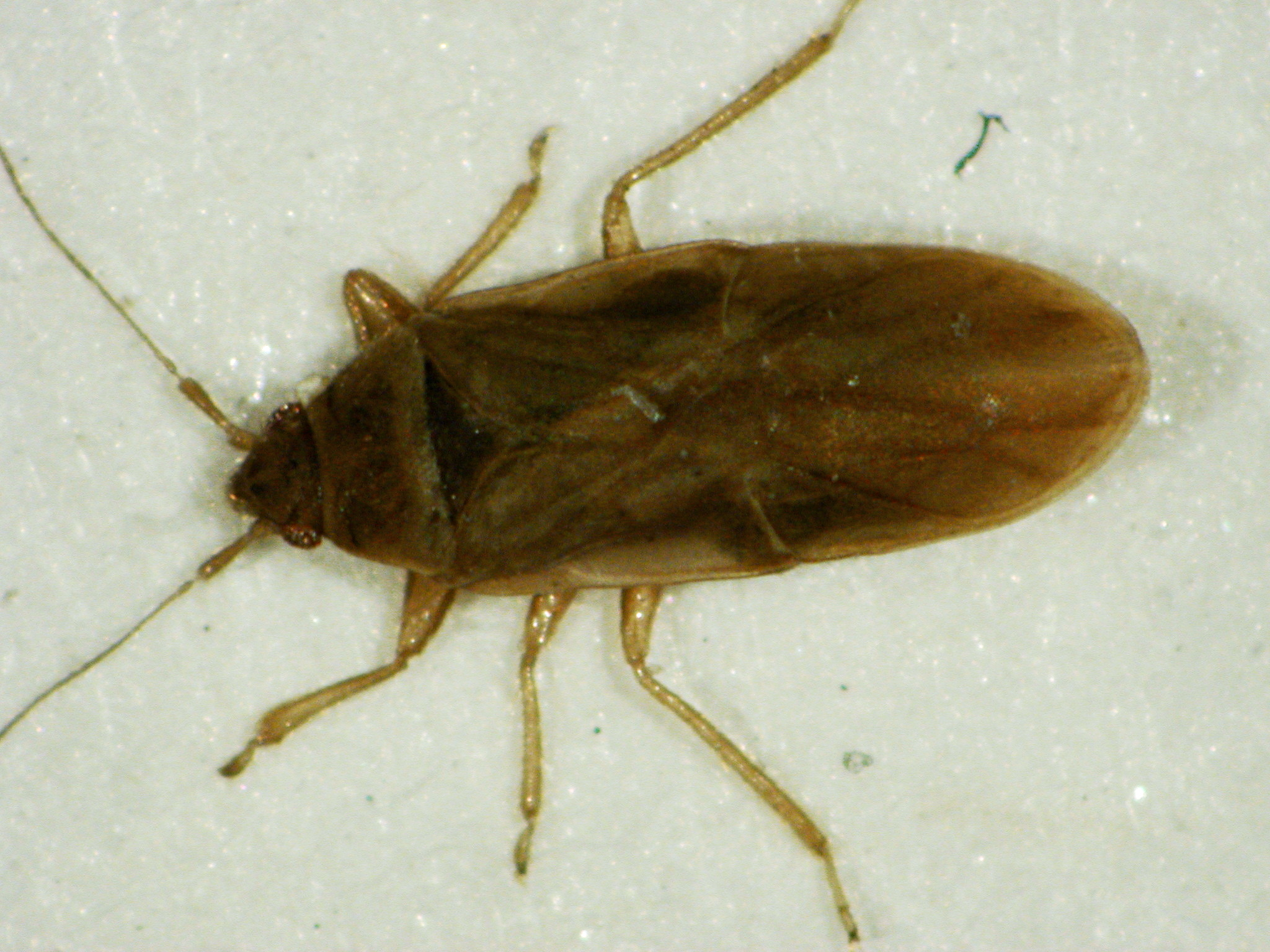
Przedstawiciel rodzaju Cryptostemna

Dipsocoridae – rodzina pluskwiaków z podrzędu różnoskrzydłych i infrarzędu Dipsocoromorpha. 

## Morfologia
Pluskwiaki o wydłużonym i zwykle nieco spłaszczonym ciele długości poniżej 3 mm. Czułki są wiciowate, czteroczłonowe. Dwa początkowe człony mają krótkie i grube, a dwa ostatnie człony są długie, cienkie i zaopatrzone w liczne długie, cienkie, sterczące lub półwzniesione szczecinki. Między oczami złożonymi mogą znajdować się przyoczka. Czetroczłonowa kłujka jest gruba i nie sięga ku tyłowi poza biodra przedniej pary odnóży. Jej pierwszy człon jest lepiej rozwinięty niż pozostałe. Przedplecze pozbawione jest żeberek i listewek podłużnych zarówno na powierzchni jak i na krawędziach. Nie ma obrączki apikalnej. Episternity przedtułowia są zredukowane i w związku z tym stawy bioder przedniej pary odsłonięte. Tarczka jest dużych rozmiarów. Liczne gatunki wykazują polimorfizm skrzydłowy: występują formy od długo- do krótkoskrzydłych. U form długoskrzydłych skórzaste półpokrywy cechują się głębokim, sięgającym niemal do żyłki medialnej załamaniem kostalnym oraz zakrywką wyróżniającą się od reszty powierzchni tylko przez brak użyłkowania. Stosunkowo grube odnóża mają stopy dwu- lub trójczłonowe. Na pleurytach zatułowia obecne są ewaporatoria gruczołów zapachowych. Odwłok ma spód gęsto owłosiony, a wierzch z dużymi powierzchniami mediotergitów pozbawionymi sklerotyzacji. Laterotergity występują w jednym lub dwóch zestawach i mają przetchlinki umieszczone po stronie brzusznej. U larw (nimf) ujścia gruczołów zapachowych położone są pomiędzy tergitami: trzecim i czwartym, czwartym i piątym oraz piątym i szóstym. Samce cechują się silną, lewoskrętną asymetrią odwłoka i długim fallusem. Samice odznaczają się płytką subgenitalną zakończoną na pośrodkowej, blaszkowatej strukturze oraz pokładełkiem o walwula porośniętych mikrowłoskami.

## Biologia i występowanie
Owady te zasiedlają wilgotną strefę na piaszczysto-żwirowych pobrzeżach czystych wód płynących i stojących, a także kępy mchów, w tym torfowców na brzegach wód i mokradłach. Często bytują pod kamieniami. Wszystkie są drapieżnikami żerującymi na drobnych stawonogach. Nie gardzą też padliną – obserwowano ich żerowanie na martwych osobnikach jętek. Długoskrzydłe imagines przylatują do sztucznych źródeł światła.
Rodzina kosmopolityczna. W Europie odnotowano 8 gatunków, z których w Polsce stwierdzono 4 (zobacz: Dipsocoridae Polski).

## Taksonomia i ewolucja
Takson ten wprowadzony został po raz pierwszy w 1859 roku przez Carla Augusta Dohrna. Nazwa rodziny pochodzi od nazwy rodzajowej Dipsocoris, która została zsynonimizowana z Cryptostemma. W związku z tym proponowana była zmiana nazwy rodziny na Cryptostemmatidae, jednak krok taki nie został powszechnie zaakceptowany i w powszechnym użyciu pozostała nazwa Dipsocoridae.
Rodzina ta obejmuje około 30 opisanych gatunków, ale wiele innych czeka na odkrycie. Wyróżnia się w jej obrębie 3 rodzaje:
- Cryptostemma Herrich-Schaeffer, 1833
- Pachycoleus Fieber, 1860
- Alpagut Kiyak, 1995

W zapisie kopalnym rodzina ta znana jest z inkluzji pojedynczego, wczesnoeoceńskiego gatunku, Cryptostemma eocenica, odnaleziego w bursztynie z Francji.